# Rand Paul
Randal Howard Paul, detto Rand (Pittsburgh, 7 gennaio 1963), è un politico statunitense, senatore per lo stato del Kentucky dal 2011. Fondatore e presidente del Kentucky Taxpayers United e figlio del rappresentante repubblicano del Texas Ron Paul, Rand Paul si definisce un "conservatore costituzionale" ed è il principale esponente della corrente libertaria del Partito Repubblicano.
Nel mese di agosto 2009, ha annunciato la sua candidatura per il Senato, nel seggio in quel momento occupato da Jim Bunning. Paul ha vinto le elezioni primarie del partito il 18 maggio 2010, ha affrontato Jack Conway nelle elezioni generali del 2 novembre ed è stato eletto senatore. Il 7 aprile 2015 ha dichiarato la propria candidatura per le elezioni presidenziali del 2016. Il 3 febbraio 2016 decide di sospendere la sua campagna presidenziale.

## Biografia

### Infanzia e adolescenza
I suoi genitori, Carol Wells e Ron Paul si sposarono nel 1957. Randal nacque in Pennsylvania nel 1963. Ha quattro fratelli: Ronnie, Lori, Robert, e Joy. La famiglia si spostò da Pittsburgh a San Antonio nel 1965, per stabilirsi infine a Surfside Beach, in Texas nel 1968. Nel 1976 il padre fu eletto alla Camera dei Rappresentanti. Paul studiò alla Baylor University, a Waco, dal 1981 al 1984.

### Carriera medica
Paul ha uno studio oculistico privato a Bowling Green, nel Kentucky, dopo aver iniziato a lavorare presso la Clinica Gilbert Graves. Paul è specializzato in trapianti di cornea, chirurgia del glaucoma, e nella tecnica LASIK. Ha fondato la Southern Kentucky Lions Eye Clinic per contribuire a garantire esami diagnostici e interventi chirurgici agli occhi a chi non ha una copertura assicurativa sanitaria.

### Campagna senatoriale del 2010
All'inizio del 2009, Rand Paul era al centro di un movimento popolare on-line per un progetto che lo vedeva come nuovo senatore repubblicano del Kentucky al posto di Jim Bunning. La notizia della sua potenziale candidatura è diventato un argomento di interesse nazionale ed è stato discusso dal Los Angeles Times e dalla stampa locale del Kentucky. Il 1º maggio 2009, Paul confermò ufficialmente che se Bunning avesse rifiutato un terzo mandato, sarebbe stato lui a succedergli e il 28 luglio Bunning annunciò che non avrebbe corso per la rielezione.
Paul quindi si candidò e vinse le elezioni, conquistando il primato di essere la prima persona eletta al Congresso durante il mandato di uno dei suoi genitori.

### Attività legislativa successiva
Il 2 marzo 2011 Paul fu uno dei nove senatori che votò contro la legge sui tagli di bilancio, che prevedeva una riduzione di 4 miliardi di dollari dal budget e preveniva provvisoriamente il blocco delle attività amministrative negli Stati Uniti d'America, sostenendo che la riduzione del budget prevista da questa legge non era sufficiente. Una settimana dopo egli votò contro entrambe le proposte di legge di bilancio, sia quella di parte democratica che quella di parte repubblicana, per contenere i fondi a disposizione del governo federale, sostenendo che entrambe non riducevano a sufficienza la spesa pubblica. Entrambe le proposte di legge furono respinte.

### Campagna per le Primarie GOP alle Presidenziali 2016

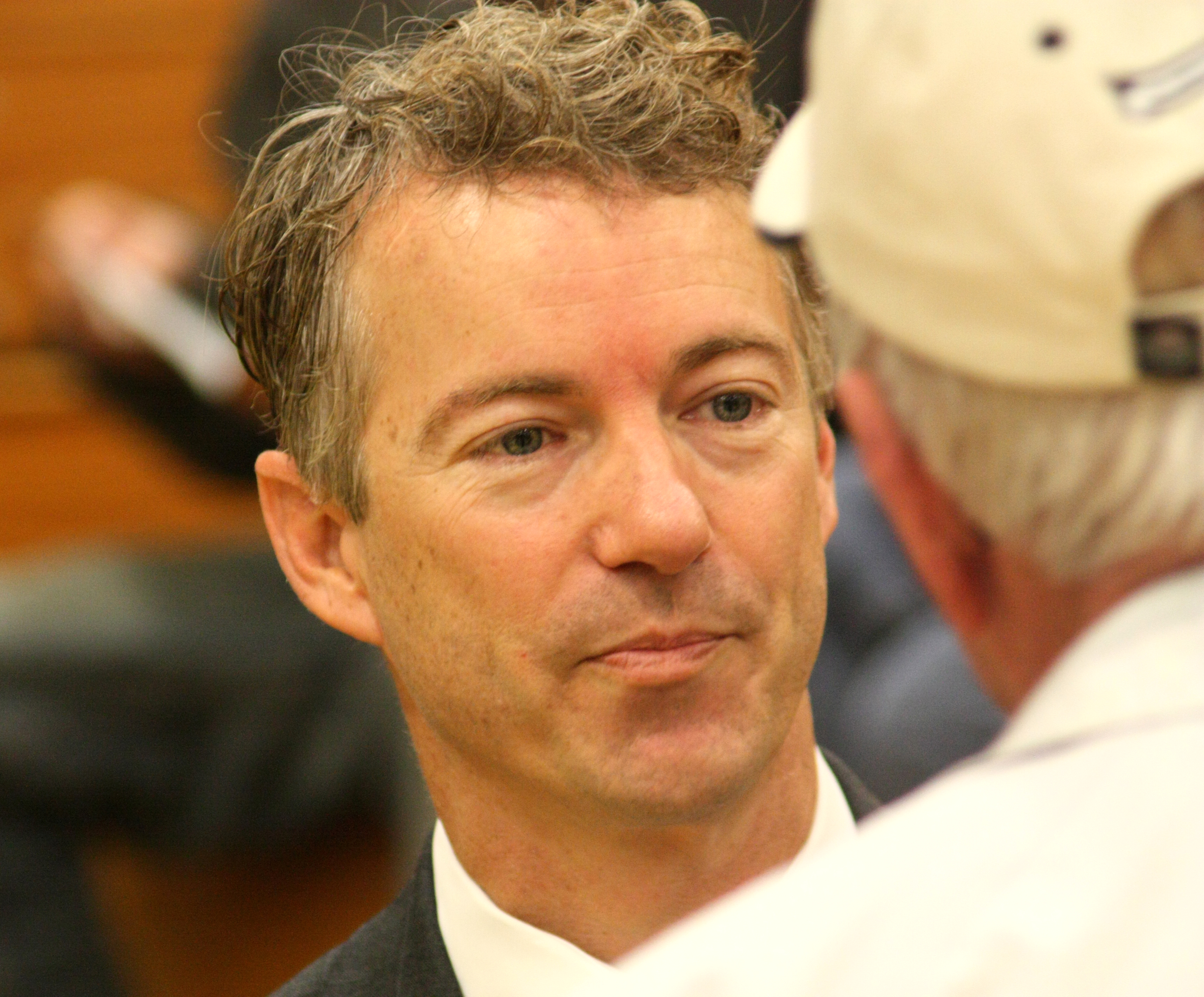
Rand Paul in Kentucky

Il 7 aprile 2015 annuncia la candidatura alle primarie repubblicane per le Presidenziali 2016 come esponente degli ultraconservatori dei Tea Party. I sondaggi lo quotano all'inizio tra 7%-9% (terzo in assoluto dopo Jeb Bush e Scott Walker) ma fin da subito la sua popolarità viene scavalcata dagli esponenti dei conservatori radicali Ted Cruz e Marco Rubio stabilizzandosi al 3,2%.
Il 3 febbraio 2016, dopo due giorni dal primo caucus dello Iowa dove ottiene il quinto posto (davanti all'ex superfavorito Jeb Bush) con il 4,5% aggiudicandosi anche un delegato, si ritira dalla corsa presidenziale. È il secondo in campo repubblicano a ritirarsi dopo un voto elettorale dopo Mike Huckabee e il settimo in assoluto dopo Rick Perry, Scott Walker, Bobby Jindal, Lindsey Graham e George Pataki. Non annuncia quale candidato appoggiare.
Il 6 maggio 2016, con il ritiro dalla corsa repubblicana di John Kasich e Ted Cruz, l'unico in corsa rimane il miliardario radicale, Donald Trump famoso per le idee choc su immigrazione e una campagna violenta e offensiva, tanto da essere inviso all'apparato tutto, decide, nonostante ciò, di fare proprio l'appello del partito ad unirsi su Trump per sconfiggere Hillary Clinton appoggiando il tycoon. È il quinto, dopo Mike Huckabee, Bobby Jindal, Scott Walker, Rick Perry a fare un endorsement dopo il voto in Indiana (3 maggio) in suo favore quando ormai Trump è rimasto il candidato unico mentre è il secondo, dopo Huckabee, a fare il suo primo endorsement sempre in suo favore in tutta la sua campagna primaria. È il diciassettesimo in assoluto a fare un endorsement dopo Lindsey Graham (Bush), Rick Perry (Cruz), George Pataki (Rubio), Bobby Jindal (Rubio), Rick Santorum (Rubio), Chris Christie (Trump), Carly Fiorina (Cruz), Ben Carson (Trump), Lindsey Graham (ri-endorsement per Cruz), Jeb Bush (Cruz), Scott Walker (Cruz), George Pataki (ri-endorsement per Kasich), Mike Huckabee (Trump), Bobby Jindal (ri-endorsement per Trump), Scott Walker (ri-endorsement per Trump), Rick Perry (ri-endorsement per Trump), dodicesimo dopo Santorum (Iowa), Christie (Nevada), Fiorina (Michigan-Mississippi-Hawaii-Idaho), Carson (Guam-Washington DC-Wyoming), Graham (Florida-Illinois-Missouri-Nord Carolina-Ohio-Isole Marianne), Bush (Arizona e Utah), Walker (Nord Dakota-America Samoa), Pataki (Wisconsin), Huckabee (Indiana), Jindal (Indiana), Walker (Indiana), Perry (Indiana) a farlo dopo un voto elettorale. È il secondo, dopo Mike Huckabee, a fare il suo primo endorsement di tutta la campagna primaria dopo le primarie in Indiana quando Trump è rimasto solo. È il settimo a sostenere Trump dopo il governatore del New Jersey, il moderato Chris Christie e il neurorchirurgo neroradicale anti-establishment Ben Carson, quando c'era più competitor, l'ex governatore dell'Arkansas d ex candidato 2008 Mike Huckabee, l'ex governatore della Louisiana Bobby Jindal, il governatore del Wisconsin Scott Walker e l'ex governatore del Texas, Rick Perry, dopo che è rimasto l'unico in corsa.

## Vita privata
Ad Atlanta incontrò Kelley Ashby, che sposò il 20 ottobre 1990, e si trasferirono a Bowling Green. Hanno avuto tre figli: William, Duncan e Robert.